# Wierchucino (stacja kolejowa)
Wierchucino (biał. Вярхуціна; ros. Верхутино) – stacja kolejowa w miejscowości Wierchucino, w rejonie starodoroskim, w obwodzie mińskim, na Białorusi. Położona jest na linii Osipowicze – Baranowicze.
Stacja powstała w 1906 jako stacja krańcowa linii z Osipowicz. Do 1907 pozostawała ślepa.